# Kenzo Suzuki
Kenzo Suzuki (鈴木 健想; n. 25 iulie 1974) este un wrestler profesionsit japonez, cunoscut pentru evoluțiile din New Japan Pro Wrestling și World Wrestling Entertainment (WWE), unde a câștigat un titlu de campion.